# Boro Drašković
Boro Drašković (en serbe cyrillique : Боро Драшковић), né le 29 mai 1935 à Sarajevo, est un réalisateur et un scénariste yougoslave puis serbe.

## Biographie
Boro Drašković est diplômé de l'Académie du théâtre, du cinéma, de la radio et de la télévision de Belgrade en 1959. Il entre dans le monde du cinéma en tant qu'assistant du réalisateur polonais Andrzej Wajda en 1962, puis devient assistant de Jerzy Kawalerowicz. Drašković vend son premier scénario en 1964. Horoscope (sh), sorti en 1969, est le premier long métrage de Drašković en tant que réalisateur. Trois autres longs métrages suivent, qu'il co-écrit également. Drašković a réalisé des documentaires et travaillé pour la télévision et la radio ; il a également écrit plusieurs livres sur le cinéma et le théâtre.
Il a reçu un doctorat honoris causa de l'École supérieure de réalisation audiovisuelle en 2010.

## Filmographie

### Réalisateur
Télévision
- 1968 : Prljave ruke
- 1973 : Paradoks o sahu (documentaire)
- 1973 : Intervju sa Laxnessom (documentaire)
- 1973 : Nedeljno popodne na Grenlandu (documentaire)
- 1973 : Pohvala Islandu (documentaire)
- 1973 : Intervju sa predsednikom Islanda (documentaire)
- 1973 : Peta kolona
- 1974 : Obesenjak
- 1976 : Kuhinja
- 1976 : Poslednje nazdravlje
- 1976 : Murtalov slucaj
- 1976 : Marija
- 1976 : Beogradska deca
- 1976 : Andjelov udes
- 1981 : Duvanski put (série télévisée)

Cinéma
- 1969 : Horoscope (sh) (Horoskop)
- 1971 : Nokaut
- 1979 : Usijanje (sr)
- 1985 : La vie est belle (Život je lep)
- 1995 : Vukovar, poste restante (Vukovar, jedna prica)

## Publications
- Promena, 1975.
- Ogledalo, Svjelost, Sarajevo, 1985[5].
- Lavirint, Sterijino pozorje, Novi Sad, 1980[5].
- Paradoks o reditelju, Sterijino pozorje, Novi Sad, 1988[5],[6].
- Kralj majmuna, Prometheus – Novi Sad, 1996.
- Pogled Prolaznika, Prometheus – Novi Sad, 2006,  (ISBN 86-515-0019-X)
- Ravnoteža (Balance) Vršac, 2007,  (ISBN 978-86-7497-128-4)[7]
- Fillm o Filmu, Prometheus – Novi Sad, 2010,  (ISBN 978-86-515-0551-8)[8]
- Krug maslinom, Novi Sad, Theater Museum of Vojvodina, 2011,  (ISBN 978-86-85123-55-9)[9]
- Drama reditelja, Vršac, 2011,  (ISBN 978-86-7497-193-2)[10]
- Kamus profesije, Knjaževsko-srpski teatar, Kragujevac, 2012,  (ISBN 978-86-909821-7-2)

## Galerie

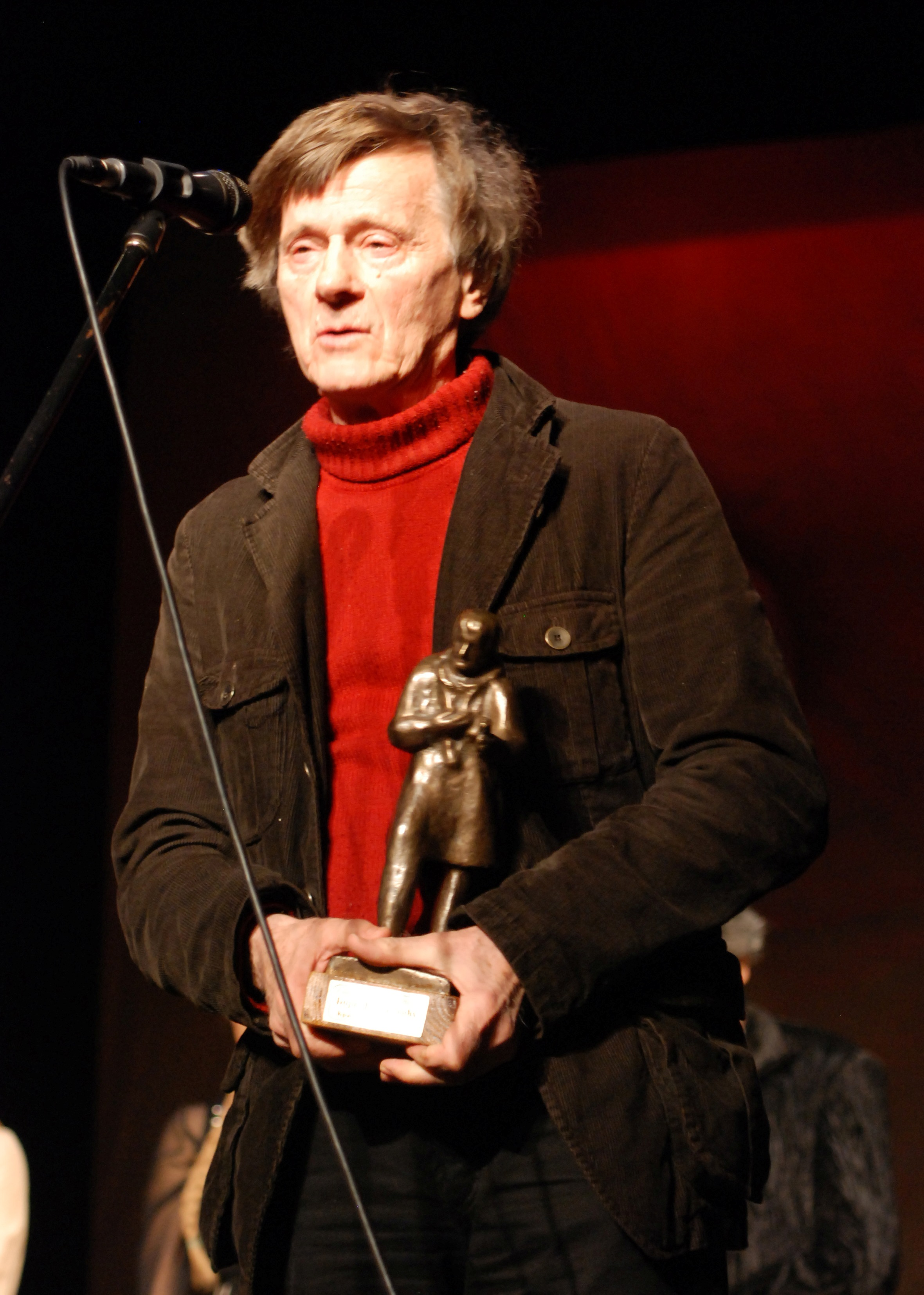
Boro Drašković, lauréat de la statuette Joakim Vujić en 2011
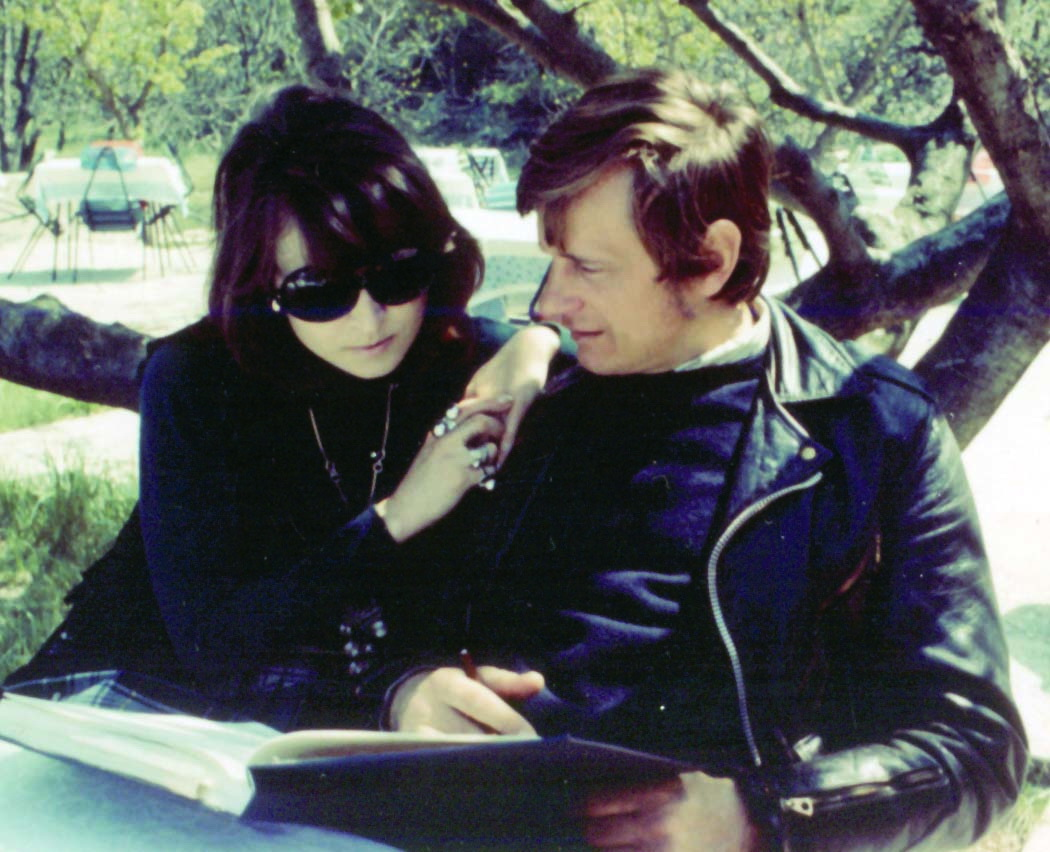
Boro et Maja Drašković. Collaboration à la série télévisée Kuhinja (A. Vasker).
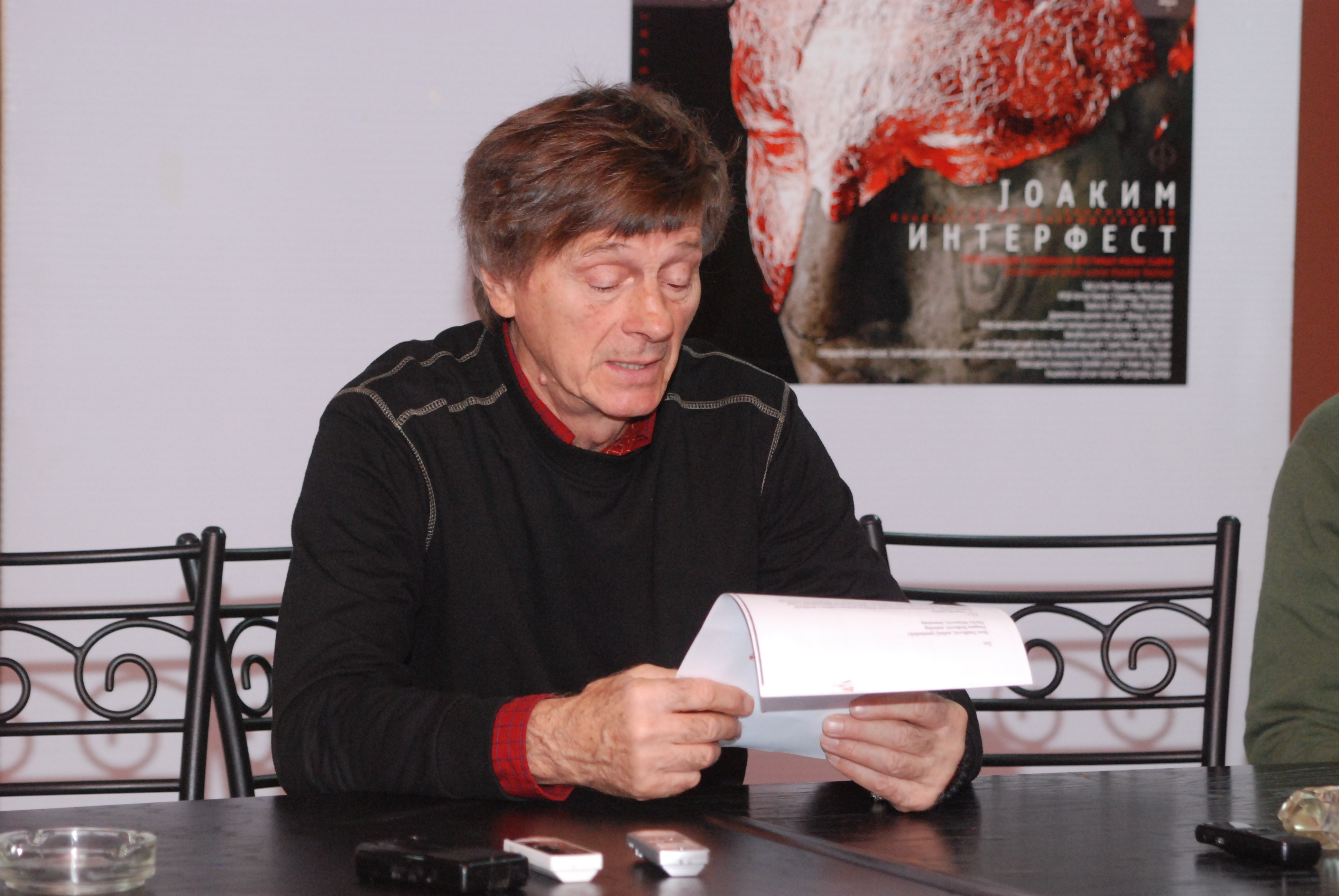
Boro Drašković, président du jury du 5e JoakimInterFesta.
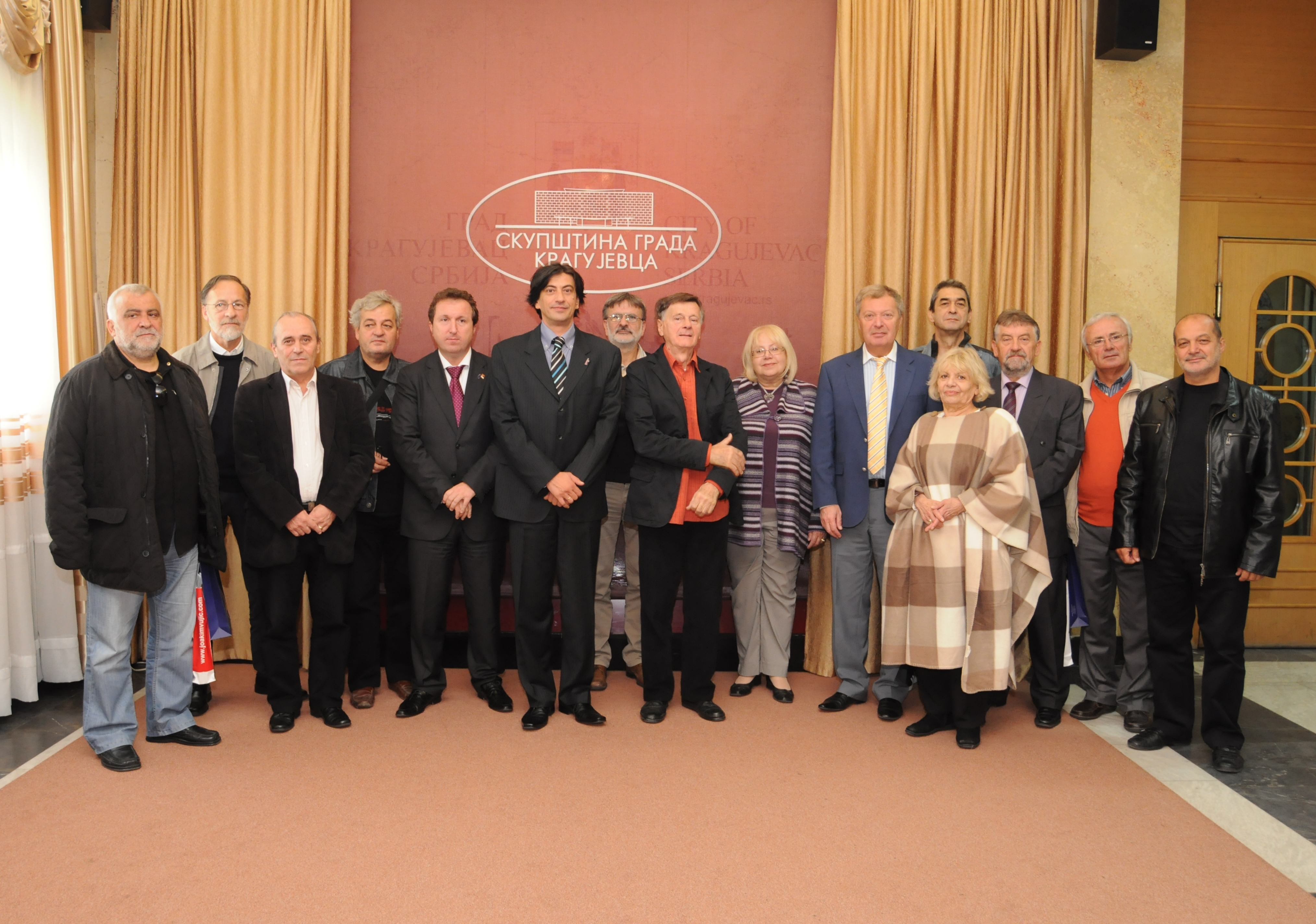
Boro Drašković, réception par le Président de l'Assemblée de la Ville de Kragujevac Sasa Milenić